# Mike Horn
Michael Horn, noto Mike (Johannesburg, 16 luglio 1966) è un esploratore e copilota di rally sudafricano che ha portato a termine diverse imprese ritenute impossibili in precedenza.

## Biografia
Dopo essersi laureato all'università di Stellenbosch, lascia il Sudafrica nel 1990 e arriva in Europa, dove inizia a lavorare come maestro di sci, e guida di rafting. Nel 1991 compie la sua prima esplorazione, in parapendio sulle Ande peruviane, venendo successivamente invitato a far parte del team Sector No Limits. Poco dopo discende il monte Bianco con un "body board", fino alla frontiera francese. Nel 1995 apre il centro sportivo No Limits in Svizzera. Nel frattempo batte il record per la discesa dalla più alta cascata con un hydrospeed, nel fiume Pacuare in Costa Rica (22 m)
Nel 1997 Mike parte con la sua prima grande spedizione. In 6 mesi traversa in solitaria il Sudamerica, dal Pacifico al Rio delle Amazzoni, che percorre in hydrospeed e canoa, per 7000 km. in questi anni comincia inoltre la passione per un altro sport: la vela. Con il miglior maestro possibile, Laurent Bourgnon, vince il Multicocques Grand Prix, dopodiché viene invitato a far parte dell'equipaggio del Mari Cha III, come wincher, una posizione che richiede grande forza fisica. Dopo poco battono il record di traversata transatlantica: 8 giorni e 23 ore.
Nel 1999 parte un'altra grande avventura: il giro del mondo lungo l'equatore. Viene battezzata "latitudine zero". La porta a termine in 17 mesi da giugno 1999 a ottobre 2000, senza alcun tipo di mezzo motorizzato. Partendo dalla costa del Gabon, attraversa l'atlantico a bordo di un piccolo trimarano di 8 metri. Arrivato in Sudamerica, attraversa a piedi e in piroga la giungla amazzonica. Dopo tre mesi nell'oceano Pacifico, attraversa a piedi l'Indonesia. Poi è la volta dell'oceano Indiano, dove rischia la vita in una tremenda tempesta. Giunto in Kenya, attraversa l'Africa in mountain bike, a piedi e in piroga. Mike è il primo ad avere mai compiuto un'impresa del genere. Vince numerosi premi: "Best Alternative Sportsman of the Year", "Adventurer of the Year" per la rivista Out There, e il "Toison d'Or" al film festival di Digione.
Nel 2002 tenta di raggiungere il Polo Nord in solitaria senza assistenza, ma dopo 45 giorni deve abbandonare l'impresa a causa del congelamento delle dita. Appena un mese dopo l'amputazione parziale di alcune dita, Mike parte par la sua più grande avventura: il giro del mondo al circolo polare artico, in solitaria e senza avvalersi di mezzi motorizzati o di cani da slitta. La spedizione viene chiamata Arktos e dura due anni e tre mesi. Nuovo record per Mike Horn, il primo ad aver mai percorso i 20.000 chilometri di questo tragitto, sopportando tra l'altro due durissimi inverni artici con temperature sotto i -60 °C.
Avendo lasciato i conti in sospeso col Polo Nord, e carico dell'esperienza di "Arktos", Mike decide di ripartire insieme all'esploratore norvegese Borge Ousland.
Il 23 marzo 2006, dopo 60 giorni e 5 ore di cammino, i due stabiliscono un nuovo primato: sono i primi ad avere mai raggiunto il Polo Nord a piedi durante la notte artica.
Camminando da 10 a 12 ore al giorno, trainando una pesante slitta di 160 kg nelle temperature estreme dell'Artico, nel buio più totale per la quasi totalità della spedizione, Mike e Borge scrivono un nuovo capitolo delle esplorazioni artiche.
La sua ultima spedizione, a titolo quasi di vacanza, ha coinvolto la moglie Cathy e le figlie Annika e Jessica. Mike le ha portate tutte proprio al Polo Nord. Le sue due figlie sono così diventate (12 e 14 anni) le più giovani persone ad avere mai raggiunto il polo, percorrendo gli ultimi due gradi di latitudine nord in condizioni ottimali per quel che riguarda il ghiaccio e le temperature. Mike ha una semplice filosofia che gli permette di affrontare le sue spedizioni: «L'impossibile esiste solo finché non troviamo un modo di renderlo possibile». Rappresentando la Svizzera, Horn partecipa al Rally Dakar 2020, che si svolge in Arabia Saudita dal 5 al 17 gennaio 2020, in qualità di copilota del pilota francese Cyril Despres, gareggiando nella categoria Side by Side.